# H/PJ-45 130 mm艦砲
H/PJ-45 130 mm艦砲（H/PJ-45 130ミリメートルかんぽう、中国語: H/PJ-45单管130毫米舰炮）は、中華人民共和国で開発された艦砲。昆明級駆逐艦（052D型）などに搭載されている。なお形式名についてはH/PJ-38とする資料もある。

## 概要
中国駆逐艦は、国産第一号である051型（旅大型）ではソビエト連邦製のSM-2-1を山寨化した58口径130mm砲（76式）を採用したが、これは大戦中に開発された緩射砲であった。その後、1990年代末にロシア海軍のソヴレメンヌイ級駆逐艦を購入すると、これに搭載された70口径130mm連装速射砲（AK-130）も導入されたが、こちらは性能こそ優れているものの、砲塔重量が100トン近いため、搭載できる艦は限られた。このため、ミサイル駆逐艦の国産化に着手した直後は、フリゲートと同じくフランスの100mmコンパクト砲を山寨化した55口径100mm単装速射砲（H/PJ-87）が搭載されており、また1999年に旅大型を近代化改装した際には58口径130mm連装砲を56口径100mm連装砲（H/PJ-33B）に換装するなど、130mm砲の運用を縮小するような動きもあった。
その後、2005年頃より、中船重工713研究所（郑州机电工程研究所）は、AK-130の技術を踏まえた軽量130mm砲の開発に着手した。単装化するとともに、旋回・俯仰装置などを新規設計することで、砲塔重量は半減した。また砲盾はステルス性を意識した設計になった。なお砲弾は、通常砲弾とともに、新しいレーザー誘導砲弾も使用可能とされている。

## 比較
|          | AGS       | H/PJ-45  | A-192M     | Mk45 Mod 4 | 127mm/54C  | Mk8 Mod 1  | Mle.68   | 76mm C/SR                   | Mk110      |
| -------- | --------- | -------- | ---------- | ---------- | ---------- | ---------- | -------- | --------------------------- | ---------- |
| 砲身数   | 単装      | 単装     | 単装       | 単装       | 単装       | 単装       | 単装     | 単装                        | 単装       |
| 口径     | 155 mm    | 130 mm   | 130 mm     | 127 mm     | 127 mm     | 113 mm     | 100 mm   | 76 mm                       | 57 mm      |
| 砲身長   | 62口径    | 70口径   | 70口径     | 62口径     | 54口径     | 55口径     | 55口径   | 62口径                      | 70口径     |
| 重量     | 106 t     | 50 t     | 24 t       | 28.924 t   | 37.5 t     | 26.4 t     | 22 t     | 12 t                        | 7.5 t      |
| 要員数   | 完全自動  | 不明     | 5名以下    | 6名        | 2-8名      | 給弾手2名  | 無人     | 給弾手3名                   | 完全自動   |
| 仰俯範囲 | +70°/ -5° | 不明     | +80°/ -15° | +65°/ -15° | +83°/ -15° | +55°/ -10° | +29°     | +85°/ -15°                  | +77°/ -10° |
| 旋回範囲 | 全周      | 不明     | 不明       | 340°       | 330°       | 340°       | 40°      | 全周                        | 全周       |
| 発射速度 | 10発/分   | 40発/分  | 30発/分    | 16-20発/分 | 45発/分    | 25発/分    | 78発/分  | 80発/分（C） 120発/分（SR） | 220発/分   |
| 冷却方式 | 水冷      | 水冷     | 不明       | 空冷       | 水冷       | 空冷       | 水冷     | 水冷                        | 水冷       |
| 最大射程 | 118,000 m | 29,500 m | 23,000 m   | 37,000 m   | 23,000 m   | 21,950 m   | 17,000 m | 18,400 m                    | 21,000 m   |

## 採用国と搭載艦
中国人民解放軍海軍
- 昆明級駆逐艦（052D型）
- 南昌級駆逐艦（055型）